# Bohumil Kvasil
Bohumil Kvasil (14. února 1920 Plaňany – 30. října 1985 Praha) byl český a československý fyzik, vysokoškolský učitel, rektor ČVUT, předseda Československé akademie věd, politik Komunistické strany Československa a poslanec Sněmovny lidu a Sněmovny národů Federálního shromáždění za normalizace.

## Biografie
Absolvoval reálné gymnázium a pak v letech 1939–1947 (po přerušení za okupace) vystudoval Vysokou školu strojní a elektrotechnickou ČVUT. Působil pak v letech 1958–1983 jako učitel na této škole, nejprve jako asistent, pak docent (1954), v letech 1954–1955 coby děkan Fakulty elektrotechnické ČVUT. Po jistou dobu také působil ve Vojenském technickém ústavu ve Kbelích. Od roku 1958 byl profesorem (zpočátku na Fakultě technické a jaderné fyziky Univerzity Karlovy, od roku 1959 začleněno po ČVUT, jejímž byl pak do roku 1960 děkanem). Specializoval se na radioelektroniku, fyzikální elektroniku, vakuovou techniku a zaměřoval se i na problematiku laserového plazmatu a laserové lokace družic. Podílel se na vybudování prvního lineárního urychlovače elektronů v Československu. Podílel se na mezinárodním programu Interkosmos.
K roku 1971 a 1976 se profesně uvádí jako rektor ČVUT. Tuto funkci zastával v letech 1968–1979, od roku 1962 byl členem-korespondentem a od roku 1973 členem Československé akademie věd. V ČSAV působil v letech 1977–1980 jako její místopředseda a od roku 1981 jako předseda. Kromě toho byl od roku 1982 zahraničním členem Akademie věd Sovětského svazu. Od roku 1979 působil coby ředitel Fyzikálního ústavu ČSAV.
Angažoval se výrazně i politicky. XV. sjezd KSČ ho zvolil za kandidáta Ústředního výboru Komunistické strany Československa. XVI. sjezd KSČ ho zvolil za člena ÚV KSČ. V roce 1971 mu byl udělen titul laureát státní ceny Klementa Gottwalda, v roce 1975 získal Řád práce a roku 1979 titul Hrdina socialistické práce.
Ve volbách roku 1971 zasedl do Sněmovny lidu (volební obvod č. 10 – Dejvice-Bubeneč, hl. město Praha). Ve volbách roku 1976 přešel do Sněmovny národů (obvod Praha 8). Mandát obhájil ve volbách roku 1981 (obvod Praha 8). Ve Federálním shromáždění setrval do své smrti roku 1985. Kromě poslanecké funkce zastával i post člena předsednictva Ústředního výboru Národní fronty ČSSR. Po jistou dobu působil na postu náměstka ministra školství a kultury.